# Каплун Петро Матвійович
Петро́ Матві́йович Каплу́н (нар. 6 березня 1953) — український футбольний функціонер. Президент футбольного клубу «Гірник-спорт» (Горішні Плавні).